# Viajes compartidos en Etiopía
Siguiendo el modelo de negocio de Uber, las empresas etíopes de transporte compartido han entrado en el mercado, ofreciendo a todos los etíopes acceso a nuevos medios de transporte. El transporte compartido es un concepto relativamente nuevo en Etiopía, pero está ganando popularidad rápidamente como medio de transporte cómodo y asequible en las ciudades del país. Los servicios de transporte compartido permiten a los pasajeros reservar viajes a través de una aplicación móvil, que luego los pone en contacto con conductores cercanos que utilizan sus vehículos personales para transportar a los pasajeros a su destino. 

## Empresas de viajes compartidos en Etiopía
En Etiopía hay actualmente varias empresas que ofrecen servicios de transporte compartidos, como Ride, Feres, Ze Lucy y Zayride.

### Ride
Ride es una empresa de viajes compartidos con servicios en Etiopía. Es una de las principales empresas de viajes compartidos del país y ofrece a sus clientes opciones de transporte cómodas y a precios razonables. RIDE y su empresa matriz Hybrid Designs fueron formadas por el empresario y experto en TI Samrawit Fikru. Desde su lanzamiento en julio de 2017, RIDE ha pasado de ofrecer simplemente solicitudes centradas en SMS a ofrecer un amplio espectro de opciones, desde aplicaciones en línea hasta un centro de llamadas.

### Feres
Feres es también una aplicación etíope de viajes compartidos que espera diseñar productos y servicios asequibles para personas de todos los niveles de renta. La empresa se fundó recientemente en respuesta a la creciente tendencia etíope de compartir viajes. Desde su lanzamiento, Feres se ha labrado una reputación como empresa líder en el sector de los viajes compartidos en Etiopía, ofreciendo a los clientes opciones de transporte cómodas y a precios razonables. Es probable que la empresa haya encontrado dificultades para entrar y desarrollarse en el mercado etíope, como la rivalidad con otras empresas de viajes compartidos, problemas administrativos y problemas de seguridad.

### Ze Lucy
Ze-Lucy Meter Taxi es una plataforma digital de taxis de alquiler lanzada por un grupo de 18 sindicatos de taxis etíopes. La empresa tiene su centro de contacto y ha instalado taxímetros en unos 751 taxis. Estos automóviles se compraron a Yangfan Motors Plc, una filial regional de la corporación china Lifan Motors. Ze-Lucy Meter Taxi empezó con la intención de asociarse con Hybrid Designs Plc. (propietaria de RIDE) para utilizar su tecnología y compartir beneficios, lo que no resultó como se esperaba.

## Impulsores del crecimiento del transporte compartido en Etiopía
Uno de los principales factores que impulsan el crecimiento del ridesharing en Etiopía ha sido la creciente disponibilidad de teléfonos inteligentes y acceso a internet en el país. Etiopía tiene actualmente un aumento sustancial en la penetración de Internet, que se prevé que alcance el 59,1% en 2026. Según las proyecciones, en 2026 habrá en Etiopía 40 abonados a teléfonos móviles por cada 100 residentes. Esto ha hecho posible que la gente pueda reservar fácilmente viajes y seguir su progreso utilizando aplicaciones móviles, y también ha permitido a las empresas de viajes compartidos conectar a los pasajeros con los conductores de forma rápida y sencilla. Otro factor que ha contribuido al crecimiento del transporte compartido en Etiopía ha sido el elevado coste de los taxis tradicionales, que puede resultar inasequible para muchas personas. Los servicios de transporte compartido han ofrecido una alternativa más asequible, haciendo posible que la gente acceda a un transporte cómodo aunque tenga un presupuesto limitado. El gobierno etíope ha apoyado normalmente a las empresas regionales de viajes compartidos permitiendo la importación libre de impuestos de elegantes taxis con taxímetro para modernizar y aumentar la limitada y anticuada flota de la ciudad.

## Impacto macroeconómico
Las empresas de viajes compartidos desempeñarán un papel importante en la economía y el transporte de Etiopía, dado que Addis Abeba, la capital de Etiopía, se ha convertido en un centro crucial para conferencias continentales y mundiales, así como en la sede de la Unión Africana, la Comisión Económica de las Naciones Unidas para África (CEPA) y otras numerosas organizaciones africanas e internacionales.
Las empresas de transporte compartido han tenido un impacto significativo en la economía etíope en los últimos años. Algunas de las principales formas en que el transporte compartido ha afectado a la economía son:
- Creación de empleo: Las empresas de transporte compartido han creado miles de nuevos puestos de trabajo para conductores en Etiopía, proporcionando ingresos y oportunidades de empleo a personas que de otro modo tendrían dificultades para encontrar trabajo.[14] Esto ha tenido un impacto positivo en la economía, ayudando a reducir la pobreza y aumentar el crecimiento económico.

- Mayor acceso al transporte: El uso compartido del transporte ha facilitado y abaratado el acceso de los etíopes a los medios de transporte, lo que ha repercutido positivamente en la economía al facilitar el desplazamiento al trabajo, el acceso a la sanidad y la educación y la participación en la economía en general.[15]

- Mejora de la seguridad vial: Al reducir el número de personas que conducen bajo los efectos del alcohol o las drogas, el transporte compartido ha tenido un impacto positivo en la seguridad vial en Etiopía. Esto no sólo ha ayudado a reducir el número de accidentes y víctimas mortales en la carretera, sino que también ha contribuido a crear un entorno de transporte más seguro tanto para los pasajeros como para los conductores.

- Impulso a la industria tecnológica: Las empresas de transporte compartido en Etiopía están ayudando a impulsar la innovación y el crecimiento en la industria tecnológica, ya que utilizan la tecnología para proporcionar servicios de transporte eficientes y convenientes a los pasajeros. Esto ha ayudado a impulsar el sector tecnológico en Etiopía y ha allanado el camino para nuevos avances tecnológicos en el futuro.

Según statista, se prevé que los ingresos del segmento de viajes compartidos en Etiopía  alcancen los 237,10 millones de dólares en 2023 y se expandan a un ritmo del 13,17% entre 2023 y 2027, con un valor de mercado previsto de 388,90 millones de dólares para ese año. Como resultado, la nación recaudará más impuestos, lo que es crucial para financiar las inversiones en infraestructuras, capital humano y la prestación de servicios tanto a los ciudadanos como a las empresas.

## Controversia
Como en muchos otros países, el transporte compartido en Etiopía se ha enfrentado a su cuota de controversias y desafíos. Algunas de las principales controversias en torno al transporte compartido en Etiopía son:
- Competencia con los taxistas tradicionales: El transporte compartido ha perturbado el sector tradicional del taxi en Etiopía, lo que ha suscitado la preocupación y las protestas de los taxistas, que sienten amenazado su medio de vida[5]. Algunos taxistas han argumentado que las empresas de transporte compartido operan con una ventaja injusta, ya que no están sujetas a las mismas regulaciones y tarifas que los taxistas tradicionales.

- Retos normativos: El transporte compartido se ha enfrentado a retos por parte de los reguladores en Etiopía, que han luchado por seguir el ritmo del rápido crecimiento de la industria.[17] Se ha pedido que se impongan normas más estrictas a las empresas de transporte compartido para garantizar la seguridad de los pasajeros e igualar las condiciones de los taxistas tradicionales.[18]

- Preocupación por la seguridad: Como ya se ha dicho, la seguridad del transporte compartido en Etiopía preocupa tanto a los pasajeros como a los conductores.[19] Algunos pasajeros han denunciado robos, agresiones sexuales y otros delitos cometidos por los conductores, lo que ha llevado a exigir medidas de seguridad más estrictas. A finales de octubre de 2022, el Ministerio de Justicia acusó a 12 individuos de asesinato y otros delitos graves tras considerarlos responsables de una serie de asesinatos y robos dirigidos contra 12 taxistas de Ride.[20]

## Seguridad
A pesar de todas sus ventajas, el transporte compartido en Etiopía sigue teniendo problemas importantes. Uno de los principales es la falta de infraestructuras y de sistemas reguladores de apoyo al sector. Esto ha hecho que aumente la preocupación por la seguridad de las personas en los viajes compartidos y la expansión de estos servicios por todo el país.
- Examen de los conductores: En ocasiones se han contratado conductores no cualificados en Etiopía, poniendo en peligro la seguridad de los pasajeros.[21] Es crucial que las empresas de viajes compartidos examinen cuidadosamente a sus conductores y comprueben sus antecedentes para garantizar la seguridad de los pasajeros.

- Mantenimiento del vehículo:[22] Los pasajeros pueden correr peligro si las empresas de viajes compartidos no cuentan con normas adecuadas de mantenimiento de los vehículos.

- Características relacionadas con la seguridad: No todas las empresas etíopes de viajes compartidos han implantado medidas de seguridad, lo que deja a los pasajeros expuestos a robos, asesinatos y otros delitos.[23] Sin embargo, algunas empresas de viajes compartidos, como Ride, han tomado medidas para aumentar la seguridad de sus ofertas mediante la implantación de herramientas como el seguimiento por GPS y la supervisión de los conductores en tiempo real.[24]